# Standbild Eilhard Mitscherlich

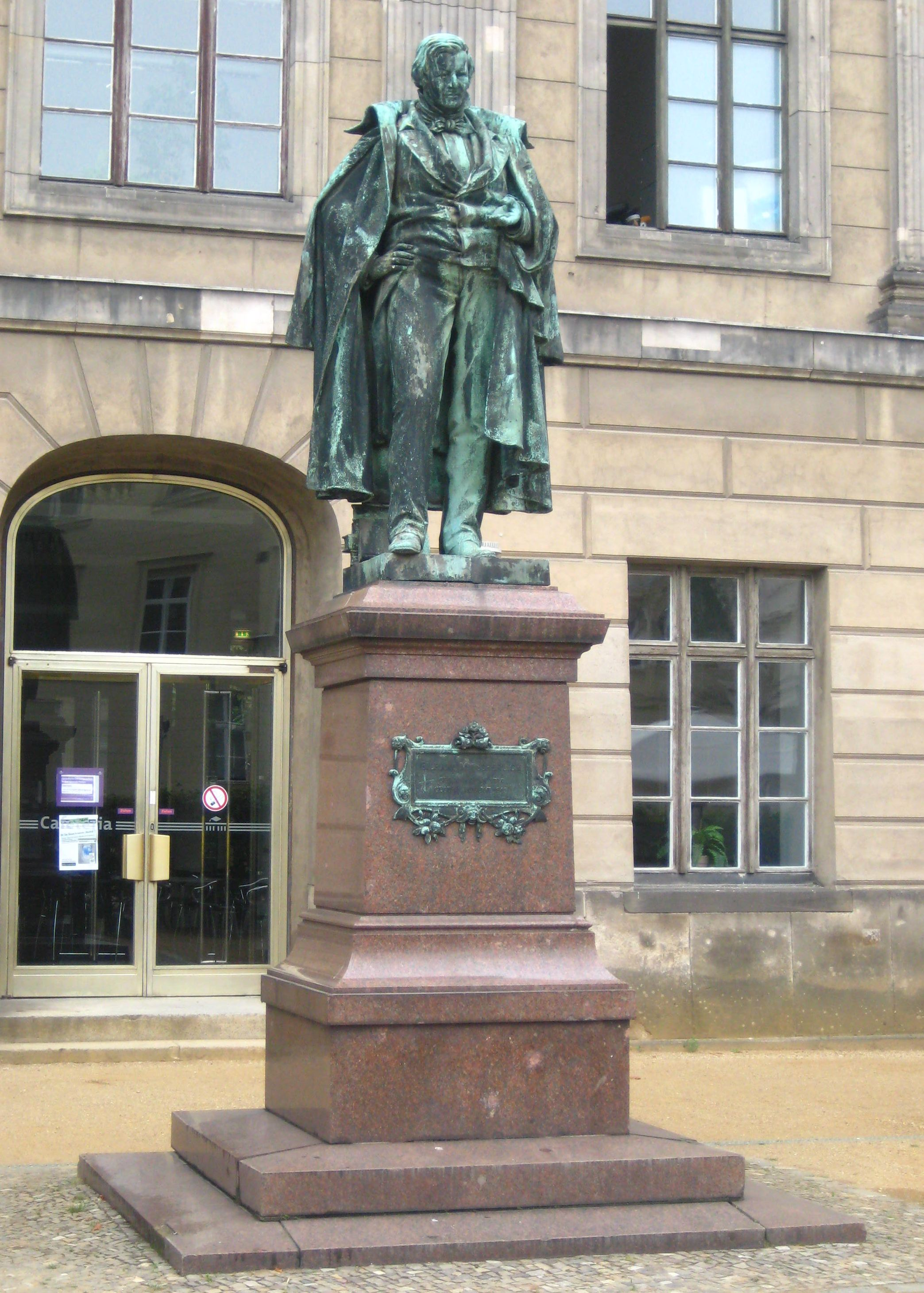
Standbild vor der Ostfassade der Humboldt-Universität

Das Standbild für Eilhard Mitscherlich steht seit 1919 im Hof vor dem Ostflügel des Hauptgebäudes der Humboldt-Universität in Berlin-Mitte.
Es ist als Baudenkmal mit der Nummer 09060126 in der Berliner Landesdenkmalliste eingetragen.

## Beschreibung
1892 trat anlässlich zum bevorstehenden 100. Geburtstag des Chemieprofessors (1794–1863) ein Komitee zusammen, um Spendengelder für ein Standbild zu sammeln. Für den Entwurf des Denkmals beauftragte die Friedrich-Wilhelms-Universität im Herbst 1893 den Bildhauer Ferdinand Hartzer. Dieser entschied sich für einen einfachen Granitsockel, auf dem Mitscherlich als junger Wissenschaftler in lockerer Haltung steht. Während sich seine rechte Hand in die Hüfte stützt, hielt seine nunmehr leere linke Hand ursprünglich einen Feldspatkristall – ein Verweis auf seine wissenschaftliche Erforschung der Isomorphie bei Kristallen. Die etwas überlebensgroße Bronzefigur erweckt den Anschein, Mitscherlich versuche dem Betrachter wissenschaftliche Resultate zu erklären. Ein Stapel Bücher hinter dem rechten Fuß soll seinen Gelehrtenstatus unterstreichen. Auf dem Sockel ist eine Bronzetafel mit seinen Lebensdaten angebracht.
Das Denkmal stand ursprünglich im kleinen Kastanienwäldchen hinter der Neuen Wache und wurde erst im Zuge der Neubauten von 1913 bis 1919 an den jetzigen Standort verlegt.